# Система аварийного спасения

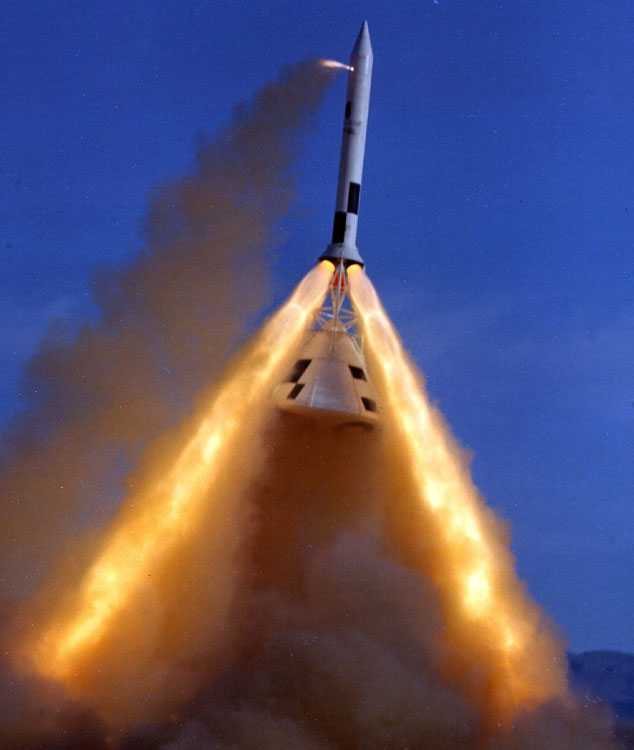
Испытания системы спасения космического корабля «Аполлон». Июнь 1965 года

Систе́ма авари́йного спасе́ния (САС) — бортовая система для спасения экипажа космического корабля в случае возникновения аварийной ситуации на ракете-носителе (РН), при которой вывод корабля на запланированную орбиту становится невозможен, или при создании угрозы для жизни.

## История

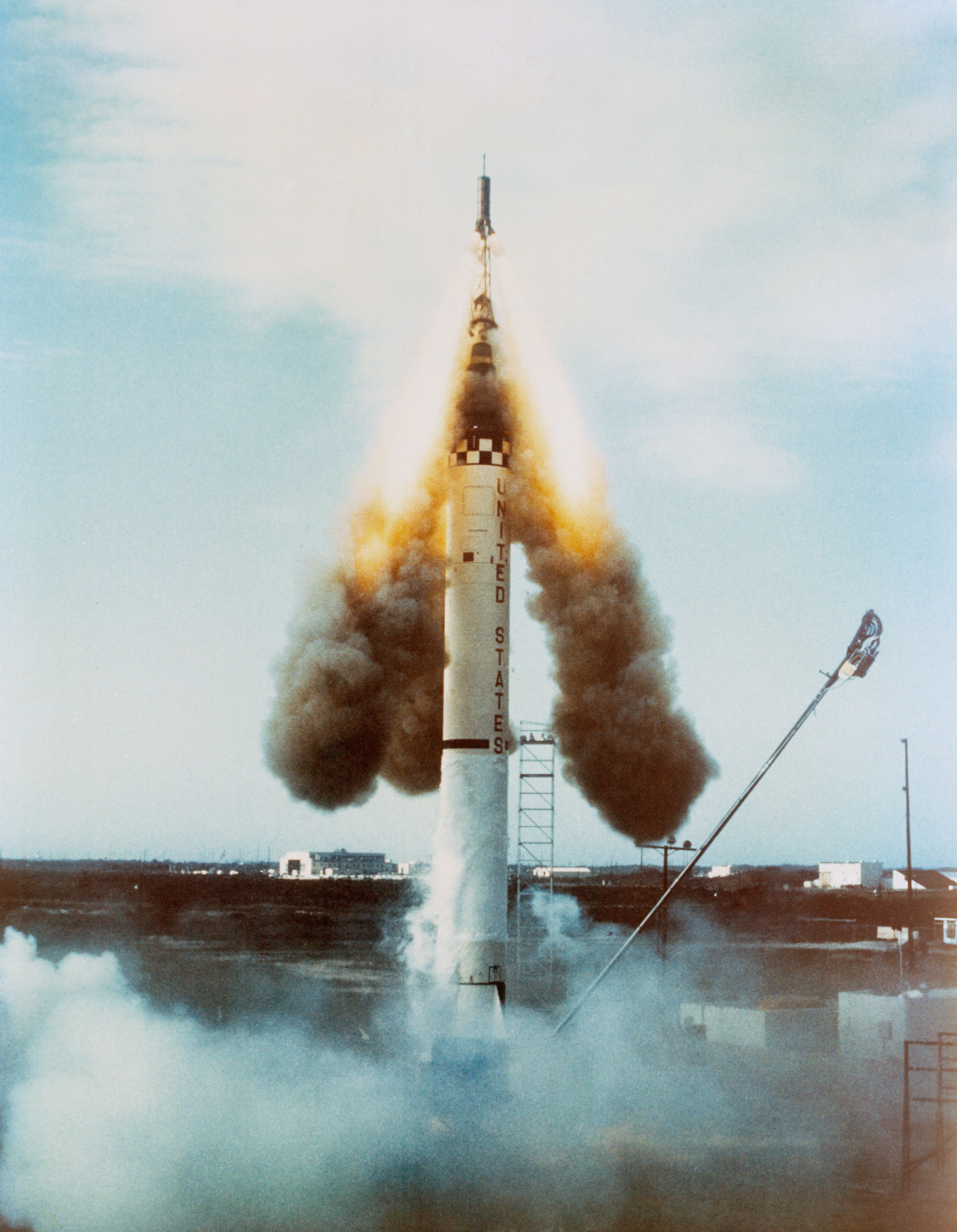
Непреднамеренный отрыв системы спасения космического корабля «Меркурий» во время неудавшейся миссии «Меркурий-Редстоун-1».

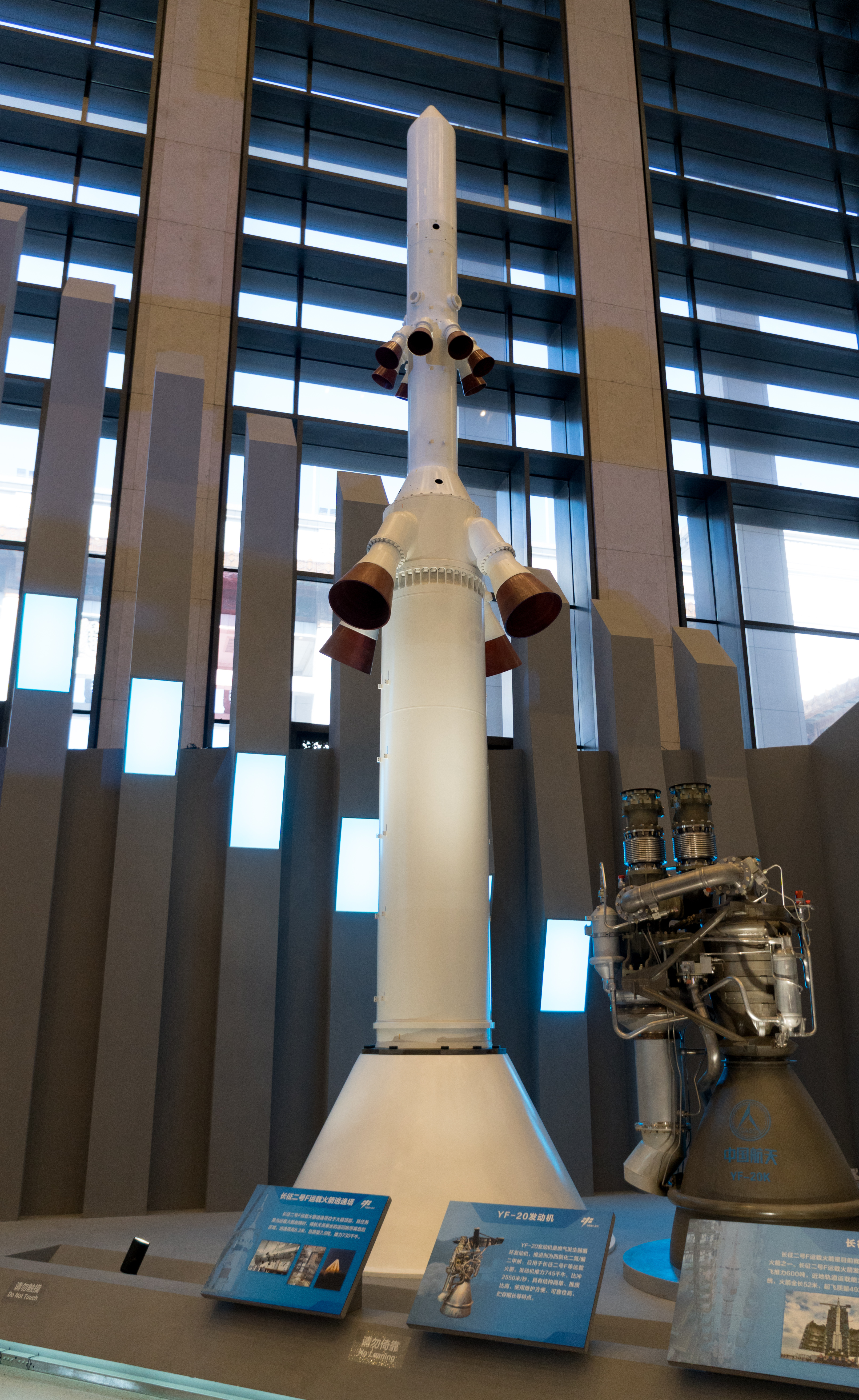
Спасательное устройство китайского проекта «Шэньчжоу».

Идея использования реактивного двигателя для спасения обитаемого модуля во время старта космического корабля (англ. Launch escape system, LES) была разработана инженером NASA Максимом Фаже в 1958 году. Система была впервые использована при испытании капсулы проекта «Меркурий» в марте 1959 года. Система использовались на американских космических кораблях «Меркурий» и «Аполлон». В обеих конструкциях использовался твердотопливный ракетный двигатель. Mercury LES был построен компанией Grand Central Rocket Company в Редлендсе, Калифорния. «Аполлон» имел систему спасения, аналогичную системе «Меркурия». Системы типа LES продолжают использоваться на российских кораблях «Союз» и китайском «Шэньчжоу».

## Общие требования к системе
К САС предъявляются два основных требования: высокая скорость срабатывания и способность увести корабль или отсек с экипажем на безопасное расстояние от носителя при любых обстоятельствах вплоть до взрыва или неуправляемого падения. Система должна быть весьма надежной, и, насколько это возможно, простой и автономной. Система должна быть способна спасти экипаж на всех этапах выведения корабля, начиная с предстартовой подготовки и заканчивая последними моментами времени перед выходом на требуемую орбиту.

## Устройство и работа системы

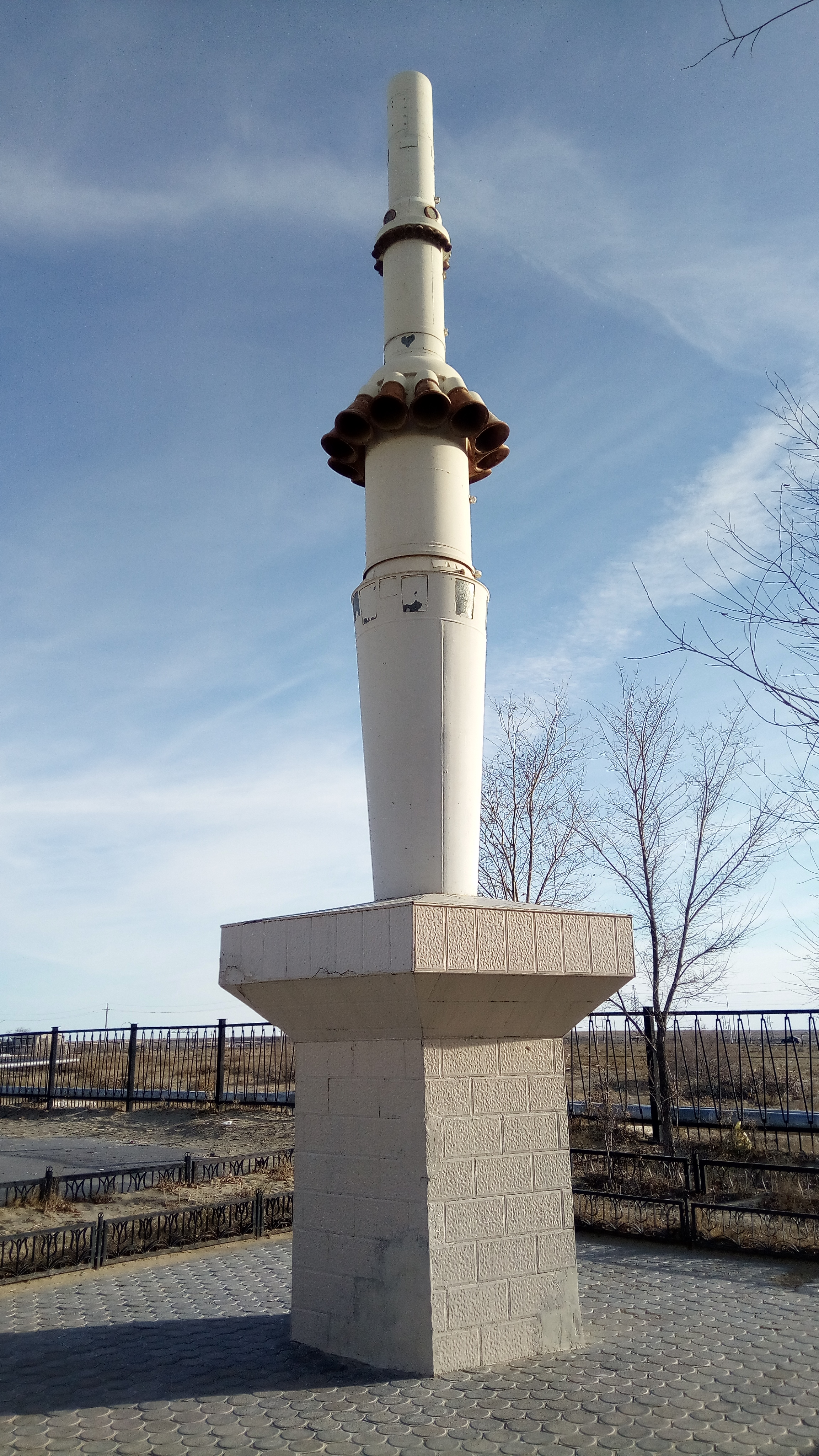
Двигательная установка системы аварийного спасения ракет-носителей «Союз», установленная на постаменте во дворе космической школы имени В. Н. Челомея
(город Байконур)

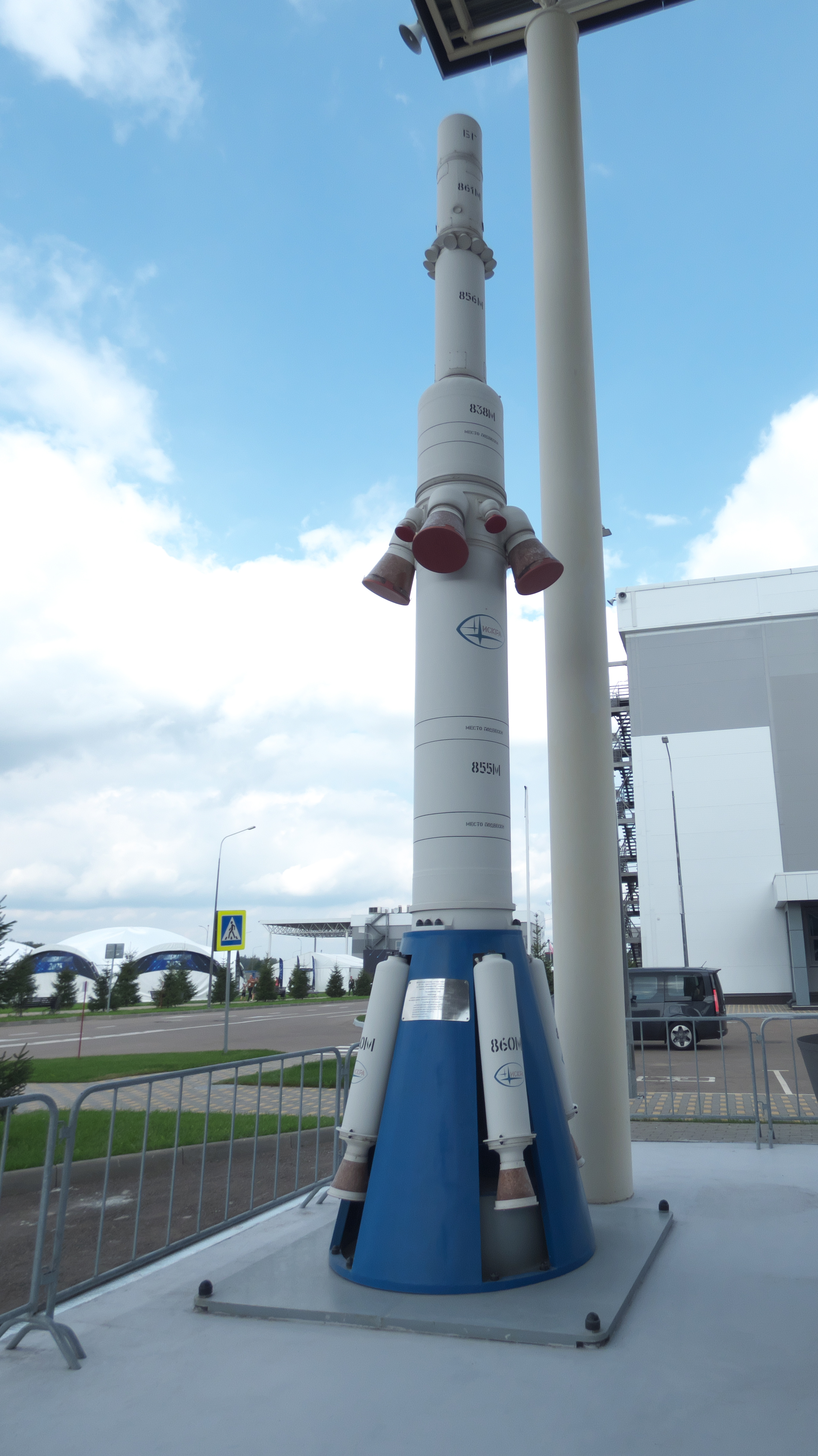
Двигательная установка системы аварийного спасения 855М.

Наиболее трудно спасти экипаж на предстартовой подготовке и в первые две-три минуты после пуска, когда высота невелика, а воздушный напор при полёте максимален. По этой причине система имеет в составе собственные двигатели, как правило, твердотопливные, для отделения корабля от носителя, набора высоты и увода от ракеты. Двигатели могут крепиться сверху к обтекателю (САС «Союз») или непосредственно к спускаемому аппарату (Mercury, Apollo). Известны реализации с катапультируемыми креслами («Восток», Gemini) или вообще без средств спасения на старте и первых минутах полёта («Восход»).
На последних минутах перед стартом и первых минутах полета система способна в любой момент оторвать отсек с экипажем от аварийной ракеты, увести его в сторону и обеспечить мягкую посадку. Для управления полётом система может задействовать аэродинамические поверхности, например, решётчатые рули. Если запуск проходит нормально, то на второй-третьей минуте после старта часть системы, например, тяжёлый основной двигатель, может быть сброшена. На последующих этапах выведения для спасения корабля будут задействованы другие средства — специальные малые РДТТ, штатные двигатели корабля, штатные механизмы разделения отсеков и парашютная система.
При худших сценариях срабатывания системы аварийного спасения экипаж может испытать большие перегрузки вплоть до 20-25g из-за работы двигателей САС или баллистического спуска, если авария произошла на больших скоростях и высотах на поздних этапах выведения.
САС активируется за несколько десятков минут до старта. Система срабатывает при команде с земли или автоматически — от собственных датчиков или сигналов от ракеты-носителя.
Невозможность применения классической САС в программе «Спейс Шаттл» потребовала выработки сложной системы аварийных режимов прекращения полёта.